# Lantan (Cher)
Lantan – miejscowość i gmina we Francji, w Regionie Centralnym, w departamencie Cher.
Według danych na rok 1990 gminę zamieszkiwały 94 osoby, a gęstość zaludnienia wynosiła 7 osób/km² (wśród 1842 gmin Regionu Centralnego Lantan plasuje się na 1037. miejscu pod względem liczby ludności, natomiast pod względem powierzchni na miejscu 966.).